# Jörg Horn
Jörg Horn (* 6. Mai 1964 in Dortmund) ist ein ehemaliger deutscher Fußballspieler.

## Karriere
Horn spielte bereits in der Jugend von Borussia Dortmund. Um an einer geplanten Profikarriere zu arbeiten, brach er seine Ausbildung zum Versicherungskaufmann ab. Am 22. Spieltag der Saison 1982/83 kam er beim Bundesligateam ein einziges Mal zum Einsatz. Er stand in der Startformation gegen Eintracht Braunschweig und bildete die Abwehrreihe mit Rolf Rüssmann und Meinolf Koch vor Torhüter Eike Immel. In der Halbzeit wurde er wegen schlechter Leistung von Trainer Karl-Heinz Feldkamp gegen Heinz-Werner Eggeling ausgetauscht. Das Spiel wurde vom BVB mit 3:2 gewonnen. Es war Horns letzter Einsatz in der Bundesliga. Eine weitere Einplanung in den Amateurmannschaften des BVB lehnte er ab, weswegen nach der Saison der Vertrag aufgelöst wurde. Später spielte Horn noch für Rot-Weiß Lüdenscheid.